# Deschutes
Deschutes er en Pentium II processor-kerne.
Den er mere effektiv, og udvikler mindre varme end Klamath CPU-kernen gør.
Det typiske ved Deschutes-kernen er, at den ofte kører på 100 MHz synkron FSB og bushastighed. Denne kerne har 512 kB L2 Cache hvilket er 4 gange så meget som Celeron CPU'er.
| Pentium II         | Pentium II      | Pentium II | Pentium II | Pentium II | Pentium II      | Pentium II       | Pentium II | Pentium II | Pentium II              | Pentium II | Pentium II | Pentium II | Pentium II | Pentium II |
| Model navn         | Dato            | Socket     | Clock      | Multi.     | Størrelse       | Elektrisk spænd. | Watt       | Bus        | Cache                   | XD         | 64         | HT         | ST         | VT         |
| ------------------ | --------------- | ---------- | ---------- | ---------- | --------------- | ---------------- | ---------- | ---------- | ----------------------- | ---------- | ---------- | ---------- | ---------- | ---------- |
| Pentium II 333 MHz | 26. januar 1998 | Slot 1     | 333 MHz    | 5x         | 250 nm 7,5 mil. | 2 V              | 24 W       | 66 MHz     | L1=32KB L2=512KB L3=0MB | Nej        | Nej        | Nej        | Nej        | Nej        |
| Pentium II 350 MHz | 15. april 1998  | Slot 1     | 350 MHz    | 3,5x       | 250 nm 7,5 mil. | 2 V              | 24 W       | 100 MHz    | L1=32KB L2=512KB L3=0MB | Nej        | Nej        | Nej        | Nej        | Nej        |
| Pentium II 400 MHz | 15. april 1998  | Slot 1     | 400 MHz    | 4x         | 250 nm 7,5 mil. | 2 V              | 24 W       | 100 MHz    | L1=32KB L2=512KB L3=0MB | Nej        | Nej        | Nej        | Nej        | Nej        |
| Pentium II 450 MHz | 24. august 1998 | Slot 1     | 450 MHz    | 4,5x       | 250 nm 7,5 mil. | 2 V              | 24 W       | 100 MHz    | L1=32KB L2=512KB L3=0MB | Nej        | Nej        | Nej        | Nej        | Nej        |
| Pentium II Xeon    |                 |            |            |            |                 |                  |            |            |                         |            |            |            |            |            |
| P II Xeon 400 MHz  | 29. juni 1998   | Slot 2     | 400 MHz    | 4x         | 250 nm 7,5 mil. | 2,8 V            | 33 W       | 100 MHz    | L1=32KB L2=512KB L3=0MB | Nej        | Nej        | Nej        | Nej        | Nej        |
| P II Xeon 400 MHz  | 29. juni 1998   | Slot 2     | 400 MHz    | 4x         | 250 nm 7,5 mil. | 2,8 V            | 40 W       | 100 MHz    | L1=32KB L2=1MB L3=0MB   | Nej        | Nej        | Nej        | Nej        | Nej        |
| P II Xeon 450 MHz  | 6. oktober 1998 | Slot 2     | 450 MHz    | 4,5x       | 250 nm 7,5 mil. | 2,8 V            | 33 W       | 100 MHz    | L1=32KB L2=512KB L3=0MB | Nej        | Nej        | Nej        | Nej        | Nej        |
| P II Xeon 450 MHz  | 5. januar 1999  | Slot 2     | 450 MHz    | 4,5x       | 250 nm 7,5 mil. | 2,8 V            | 40 W       | 100 MHz    | L1=32KB L2=1MB L3=0MB   | Nej        | Nej        | Nej        | Nej        | Nej        |
| P II Xeon 450 MHz  | 5. januar 1999  | Slot 2     | 450 MHz    | 4,5x       | 250 nm 7,5 mil. | 2,8 V            | 47 W       | 100 MHz    | L1=32KB L2=2MB L3=0MB   | Nej        | Nej        | Nej        | Nej        | Nej        |

| Hardware | Spire Denne artikel om computere og anden hardware er en spire som bør udbygges. Du er velkommen til at hjælpe Wikipedia ved at udvide den. |